# Cin Cin Amore
Cin Cin Amore (dosłownie Na zdrowie, kochanie) – debiutancki album studyjny włoskiego tancerza Stefano Terrazzino, wydany 24 listopada 2008 roku pod szyldem wytwórni EMI Music Poland.

## Lista utworów
| #   | Tytuł                               |
| --- | ----------------------------------- |
| 1.  | „Cin cin amore”                     |
| 2.  | „Another Minute”                    |
| 3.  | „Per sempre con te”                 |
| 4.  | „Candy”                             |
| 5.  | „Il mio cuore vuole amore”          |
| 6.  | „Forever And a Day”                 |
| 7.  | „La luce vera del tuoi occhi”       |
| 8.  | „Pasion de Amore”                   |
| 9.  | „Ballada Kołysanka”                 |
| 10. | „Twist in My Sobriety”              |
| 11. | „Cin cin amore” (Eurodance Version) |